# Корпоративен блог
Корпоративният блог е блог, който се публикува и използва от организациите, корпорациите и фирмите за постигане на организационните им цели. Предимството на блоговете е, че мнения и коментари са лесни за достигане и проследяване, поради централизиран хостинг и структурирани връзки. Всички основни браузъри (включително и Firefox, Opera, Safari и Internet Explorer 7) подкрепят RSS технологията, която позволява на читателите да четат лесно последните мнения, без всъщност да посещават блога, което е много полезно за блогове с малък обем на информация.

## Видове корпоративни блогове
Въпреки че има много различни видове корпоративни блогове, повечето могат да бъдат категоризирани като външни или вътрешни.

### Вътрешни блогове
Вътрешният блог, обикновено достъпен чрез служебния интранет, е блог, който е достъпен за всеки служител на компанията. Много блогове са общностни, което позволява на всеки да публикува в тях. Неформалният характер на блоговете може да насърчи:
- участието на служителите,
- свободно обсъждане на въпроси,
- колективната интелигентност,
- директна комуникация между различните слоеве в йерархията на организацията,
- чувството за общностна принадлежност.

Вътрешните блогове могат да се използват вместо срещи и дискусии по електронната поща и могат да бъдат особено полезни, когато участниците физически се намират на различни места или имат разминавания в графици.

### Външни блогове
Външният блог е публично достъпен блог, където служителите на компанията, екипи, или говорители на организацията споделят вижданията си. Това е често използван начин да се обявяват нови продукти или услуги (или края на стари продукти), както и да се изясняват политиките на организацията. Също така да се реагира на обществена критика на някои въпроси, свързани с компанията. Външният корпоративен блог също така дава възможност на потребителите да научат повече за фирмената култура и често се третира по-неформално, отколкото традиционните съобщения за пресата. В някои корпоративни блогове, всички мнения минават през преглед преди те да бъдат публикувани. Някои корпоративни блогове разрешават коментарите под съответните публикации.
Външните корпоративните блогове, по самото си естество представят пристрастно поднесено съдържание, макар че могат да предлагат и по-честен и прям поглед към организацията в сравнение с традиционните канали за комуникация. Въпреки това, те си остават инструменти на връзките с обществеността.
Някои корпоративните блогове имат много голям брой абонати. Официалният блог на Google e в топ Technorati Архив на оригинала от 2011-06-06 в Wayback Machine. 100 листинг сред всички блогове по света.
Измежду редовните читатели на даден блог маркетолозите могат да очакват да има потребители и застъпници на продуктите на компанията. Веднъж идентифицирани, тези потребители може да бъдат поканени да споделят своите отзиви за тестването на продукти, маркетинговите планове, одит на обслужването на клиенти и други. 
Бизнес блогът може да донесе на компанията добавена стойност като повиши нивото на доверие към нея, което често е непостижимо за обикновения корпоративен сайт. Със своята непринуденост и с актуалността на информацията, публикациите в блоговете спомагат за повишаването на прозрачността на корпоративния имидж. Бизнес блогове могат да взаимодействат с целевия пазар в по-личен план, като същевременно спомагат за повишаването степента на доверие към корпоративния сайт.

## Популярност
Вътрешни или външни, корпоративните блоговете не са нещо ново за корпоративния свят. Повече от 12% от корпоративните блогове на Fortune 500 са външни. Маркетингово проучване направено през първата половина на 2006 г. показва, че 34% от големите компании са създали свои блогове. Други 35% планират да направят това до края на 2006 г., като по този начин общият борй стига близо 70%.